# Auguštin Kostelec
Auguštin Kostelec (* 5. August 1879 in Metlika; † 22. Februar 1963 in Ivančna Gorica) war von 1924 bis 1963 Abt des Klosters Sittich.

## Leben
Kostelec trat 1899 in das Kloster Sittich (Stična) ein, das damals noch ein Priorat der Territorialabtei Wettingen-Mehrerau war, und wurde 1904 zum Priester geweiht. 1913 ernannte ihn Abt Bernhard Widmann zum Prior. Als solcher leitete er das Kloster nach dem Weggang der deutsch-österreichischen Mönche mit dem Abt 1920/21 (infolge des Zusammenbruchs der Habsburger Monarchie) und wurde 1924 von den verbliebenen zum Abt gewählt.
Unter Kostelecs Führung erlebte das Kloster, bedingt u. a. durch den Ausbau von Schule und Internat, nach dem Aderlass von 1921 wieder eine personelle und wirtschaftliche Blüte, die der Zweite Weltkrieg und die folgende Machtübernahme der Kommunisten jedoch bald beendeten. Die Agrarreform entzog dem Kloster die finanzielle Lebensgrundlage, Abt Augustin wurde vorübergehend inhaftiert. Er starb 1963 an den Folgen eines Herzinfarkts und wurde in der Abteikirche bestattet.